# La coltivazione del riso
La coltivazione del riso è un libro di poesia, di genere didascalico, scritto da Giambattista Spolverini e stampato per la prima volta a Verona nel 1758.

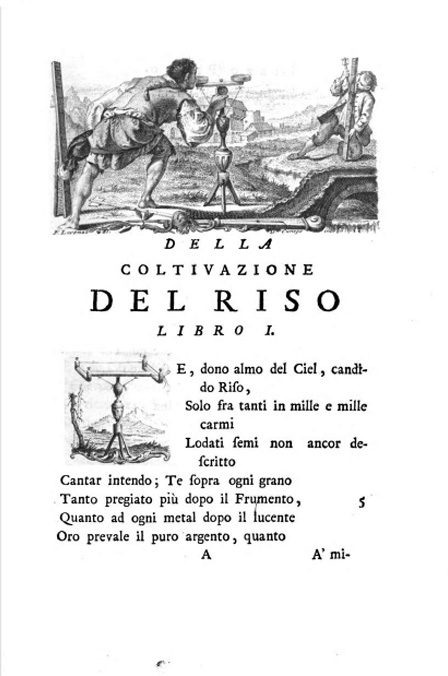
Incipit del Libro I

Nella prima edizione, il frontespizio è dedicato a Filippo di Spagna in omaggio alla consorte, Elisabetta Farnese.

## Contenuti dell'opera
Il poema è diviso in quattro libri (o canti) in versi sciolti.

### Libro I
Il primo è dedicato alla scelta del terreno e a quella dell'acqua, i due elementi essenziali alla coltura del riso.

### Libro II
Il secondo è costituito dalla descrizione degli strumenti impiegati dall'agrimensore nel tracciamento dei fossi che condurranno l'acqua alla risaia.

### Libro III
Il terzo libro illustra le cure della risaia durante l'estate.